# Bouleutérion

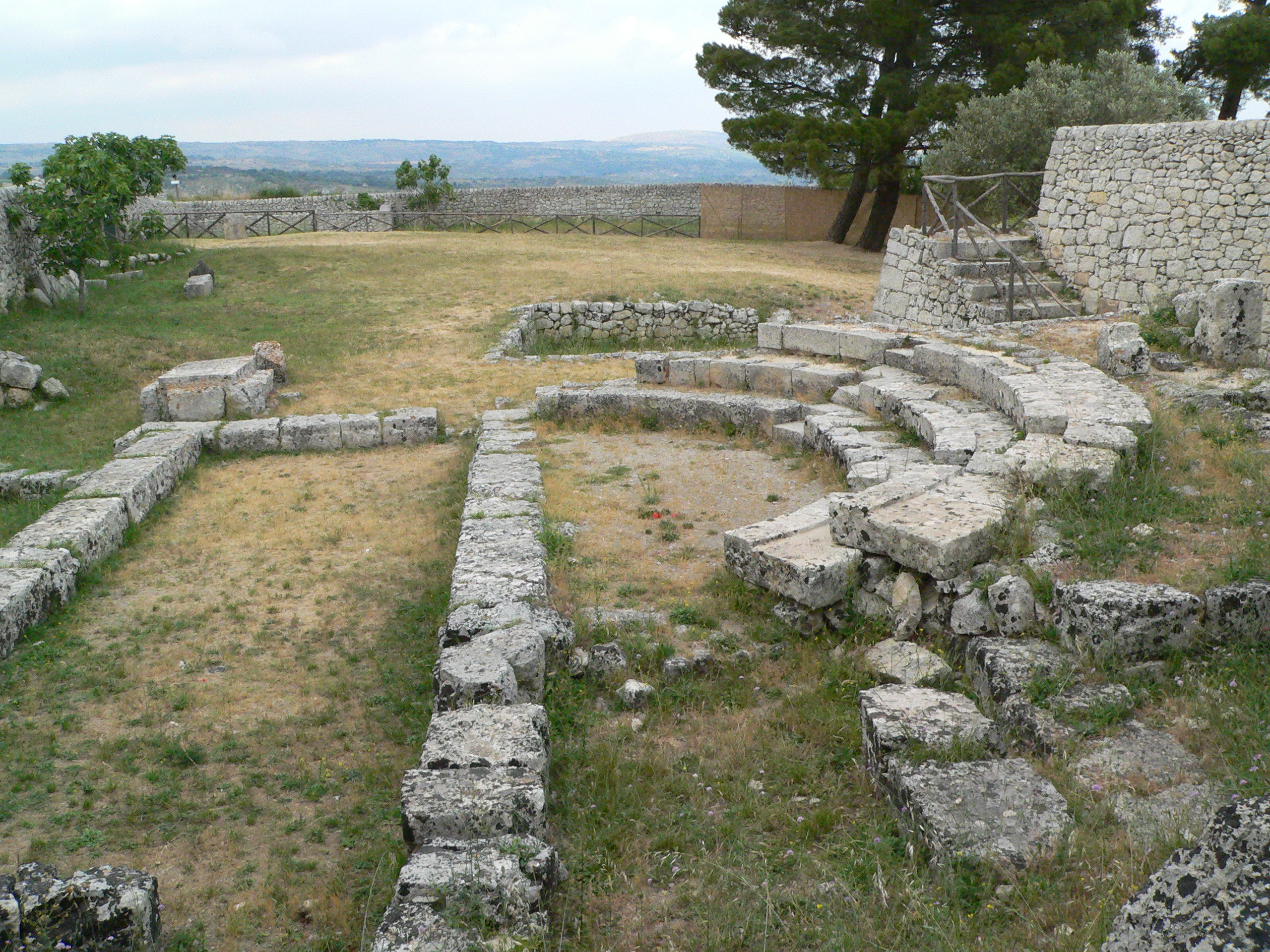
Vestiges du bouleutérion d'Akrai.

Le bouleutérion (en grec ancien : βουλευτήριον / bouleutếrion) est le bâtiment où, dans les cités de la Grèce antique, se réunissait la boulè, le conseil, assemblée restreinte de citoyens chargés des affaires courantes de la ville.

## Description
Le bouleutérion pouvait porter un autre nom : par exemple, synédrion (συνέδριον / sunédrion) à Messène ou encore gérontikon à Nysa. En termes modernes, on dirait qu'il s'agissait de la salle de réunion du conseil municipal. Il faut la distinguer de l'ekklesiasterion, où se tenait l'assemblée générale des citoyens.
Il y avait des rangées de sièges, en forme de demi-cercle, comme à Milet, ou en carré, comme à Priène.
Il subsiste les ruines d'un bouleutérion à Apollonia d'Illyrie.

## Bouleutérion athénien

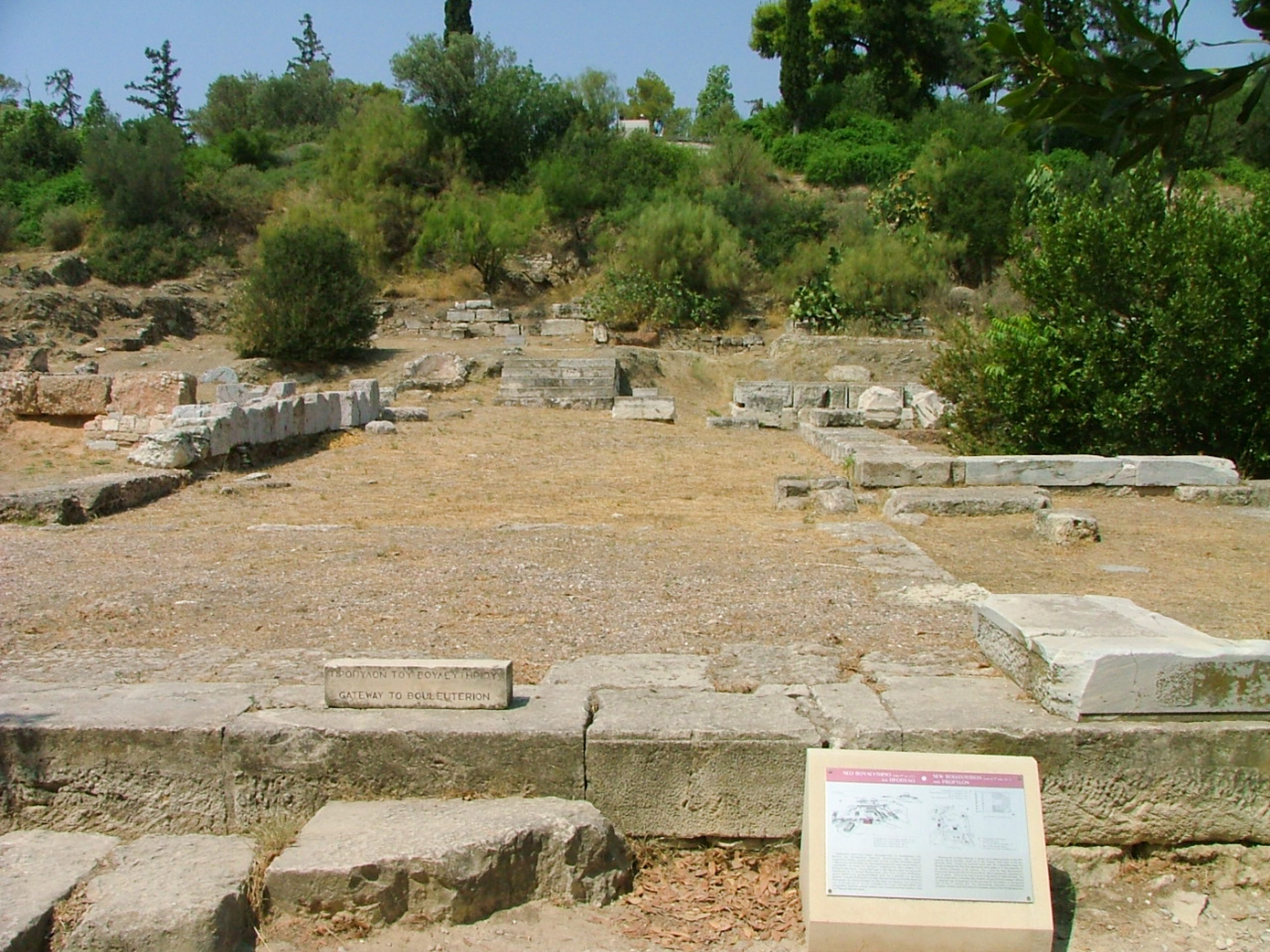
Vestiges du bouleutérion (agora d'Athènes).

Sur l'agora d'Athènes, il fut bâti deux bouleutérions, chacun en fonction à une période différente. Le plus ancien est le Métrôon.